# Borgo Zucco
Borgo Zucco è un quartiere del comune italiano di Bassano del Grappa, in provincia di Vicenza.
Fa parte della prima periferia della città, localizzandosi subito a sud del Centro Storico.

## Geografia
Con appena 0,32 km² di superficie, Borgo Zucco è il quartiere di Bassano meno esteso. Il suo perimetro definisce un'area allungata da nord a sud e stretta fra il Centro Storico, Santa Croce, Merlo, San Lazzaro, San Fortunato. A nord è delimitato da via del Cristo, a est da viale De Gasperi, a sud da via mons. Rodolfi e a ovest dall'asse strada Cartigliana-via Zilotti.
Dal punto di vista urbanistico, la metà settentrionale del quartiere, a nord di viale Moro, è occupata da aree residenziali, mentre nella parte sud si trova una piccola zona industriale. Resistono ancora alcuni terreni agricoli, specie nella zona meridionale. Nella zona residenziale si trovano due parchi pubblici e un parco a proprietà parzialmente pubblica e parzialmente privata.

## Storia
Borgo Zucco era originariamente il nome di una piccola borgata che in passato si trovava nella campagna circostante il centro della città: la zona fa parte di uno degli antichi quartieri di Bassano, noto già nel 1262 come quartiere "de Caxerio" o "Caxero" (la x ha pronuncia sonora come ven. xe e ingl. xylophone, come testimoniato dalle successive trascrizioni italiane "casèr" con s sonora). A partire dagli anni sessanta—settanta del ventesimo secolo, la zona di Borgo Zucco si è in parte urbanizzata e, quando il comune è stato suddiviso amministrativamente in quartieri, il nome Borgo Zucco è stato esteso al nuovo quartiere.